# 達加河
達加河（Daga River）是南蘇丹的河流，發源自鄰國埃塞俄比亞西沃萊加地區的山區，向西穿越南蘇丹和埃塞俄比亞兩國接壤的邊界，其後流經達加站，最終注入馬查爾沼澤。